# Commissario di polizia
Il commissario di polizia è una figura prevista da molti ordinamenti per designare funzionari di polizia.  

## Nel mondo
Nei paesi anglofoni il commissioner of police (o semplicemente commissioner; in alternativa a chief constable nelle 43 polizie al di fuori delle 2 di Londra) è il funzionario posto al vertice di un corpo di polizia; le funzioni svolte dal corrispettivo nominale italiano sono invece equiparabili approssimativamente a quelle dell'inspector di Australia, Canada, Nuova Zelanda e Regno Unito (al deputy superintendent of police di India e Pakistan; senior superintendent of police in Bangladesh, assistant superintendent of police in Nigeria).
Anche in Spagna, con un sistema organizzato sul modello britannico, il grado corrispettivo nel Cuerpo Nacional de Policía è quello di inspector, che nella Guardia Civil è pari a quello di teniente; il comisario e il comisario principal sono invece quadri dirigenziali.
Altrove (specialmente in Francia paragonabile al commissaire de police, e nei paesi che ne hanno adottato il modello amministrativo, tra cui l'Italia) quello di commissario è un grado intermedio, assimilabile ad un ufficiale inferiore o superiore delle forze armate.

## Italia

### Forze di polizia
In Italia le qualifiche di vice commissario, commissario e commissario capo della Polizia di Stato e della Polizia Penitenziaria equivalgono rispettivamente ai gradi di sottotenente, tenente e capitano dei Carabinieri e della Guardia di Finanza.
Per alcuni incarichi è previsto l'obbligo di vestire la divisa, mentre per altri può vestire con abiti civili (in borghese). Quando indossa la divisa, il commissario si distingue per indossare tre stellette sulla spallina.

### Polizia di Stato

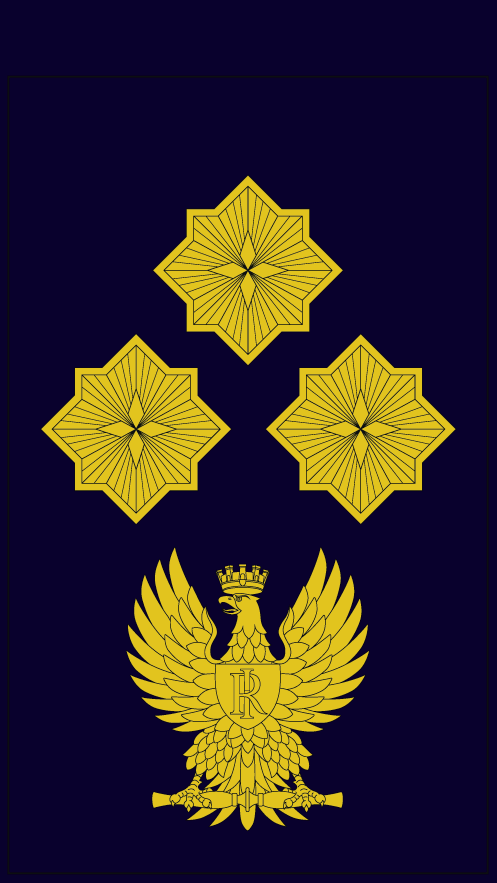

La qualifica di commissario per il ruolo ordinario, assume il nome di direttore tecnico per gli appartenenti al ruolo dei direttori tecnici e di medico per quelli del ruolo dei direttivi medici.

#### Ruolo ordinario
La qualifica di commissario del ruolo ordinario della Polizia di Stato, è ricoperta dai frequentatori del corso di formazione presso la Scuola superiore di polizia, ovvero, dall'inizio del 1º anno, detto 1º ciclo, previo superamento del giudizio di idoneità, fino alla fine del 2º anno, o 2° ciclo, ovvero all'esame finale del corso di formazione. 
I commissari che abbiano superato l'esame finale e che, anche in relazione agli esiti del tirocinio operativo, siano stati dichiarati idonei al servizio di Polizia, sono confermati nel ruolo dei commissari con qualifica di commissario capo secondo l'ordine della graduatoria di fine corso.
Tale qualifica viene tuttora attribuita, ai sensi di legge, ai Sostituti Commissari all'atto del collocamento a riposo.

#### Ruolo direttivo speciale
La qualifica di commissario del ruolo direttivo speciale era prevista per i vincitori del concorso interno per commissari riservato agli appartenenti del ruolo degli ispettori  i quali accedevano alla Scuola superiore di polizia con la qualifica di vice commissario e permanevano nella stessa per tutti i diciotto mesi di durata del corso di formazione. 
I vice commissari del ruolo direttivo speciale che avevano superato l'esame finale erano confermati nel ruolo secondo l'ordine della graduatoria di fine corso e promossi alla qualifica di commissario indossando quindi la controspallina con tre stellette.
Attualmente questa qualifica non è più in uso.

#### Ruolo dei commissari tecnici
La qualifica di commissario tecnico è ricoperta esclusivamente dai soli frequentatori del corso di formazione di dodici mesi presso la Scuola superiore di polizia al quale si accede mediante concorso pubblico per titoli ed esami, o mediante concorso interno alla stessa Polizia. 
Al termine del corso i commissari tecnici che abbiano ottenuto il giudizio di idoneità e superato l'esame finale sono confermati nel ruolo con la qualifica di commissario capo tecnico secondo l'ordine della graduatoria di fine corso.
L'assegnazione in servizio è effettuata, in relazione alla scelta manifestata dagli interessati e secondo l'ordine della graduatoria di fine corso, nelle sedi indicate dall'Amministrazione.

#### Ruolo dei direttivi medici
La qualifica di medico è ricoperta esclusivamente dai frequentatori del corso di formazione iniziale teorico-pratico di dodici mesi presso un istituto superiore di polizia al quale si accede mediante concorso pubblico per titoli ed esami.
Al concorso possono partecipare tutti cittadini italiani di età non superiore ai 32 anni (legge 7 agosto 2012, n. 131) purché il candidato sia in possesso di laurea specialistica in medicina e chirurgia (classe 46/S), o del diploma di laurea in medicina e chirurgia rilasciato secondo il vecchio ordinamento, conseguita presso un'Università della Repubblica Italiana o presso un Istituto di istruzione universitaria equiparato, nonché il possesso dell'abilitazione all'esercizio della professione di medico-chirurgo e dell'iscrizione al relativo albo.
Al termine del corso i medici che abbiano ottenuto il giudizio di idoneità e superato l'esame finale sono confermati nel ruolo con la qualifica di medico principale secondo l'ordine della graduatoria di fine corso.
L'assegnazione in servizio è effettuata, in relazione alla scelta manifestata dagli interessati e secondo l'ordine della graduatoria di fine corso, nelle sedi indicate dall'Amministrazione.

### Polizia penitenziaria

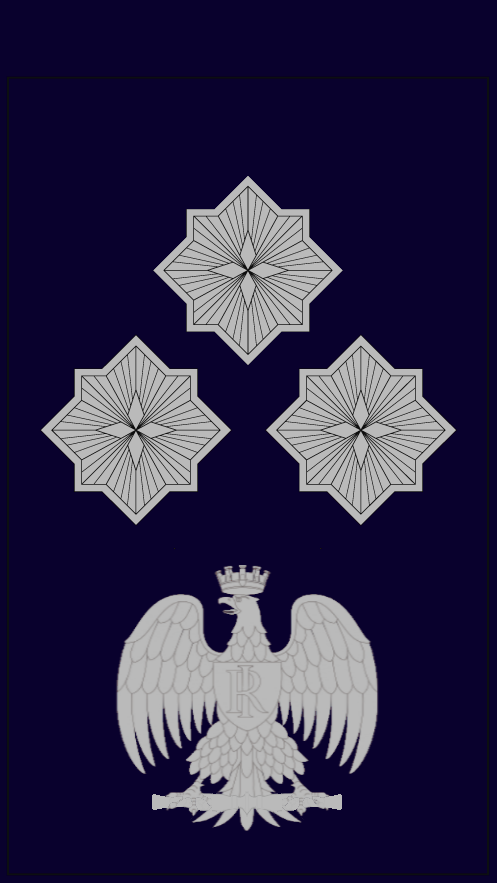

#### Ruolo direttivo ordinario
La qualifica di Commissario del ruolo direttivo ordinario della Polizia Penitenziaria è ricoperta esclusivamente dai soli frequentatori del corso di formazione presso la Scuola Superiore dell'Esecuzione Penale, ovvero, dall'inizio del 1º anno, detto 1º ciclo, previo superamento del giudizio di idoneità, fino alla fine del 2º anno, o 2° ciclo, ovvero all'esame finale del corso di formazione.
I Commissari che abbiano superato l'esame finale e che, anche in relazione agli esiti del tirocinio operativo, siano stati dichiarati idonei al servizio di Polizia penitenziaria, sono confermati nel ruolo dei commissari con la qualifica di Commissario capo secondo l'ordine della graduatoria di fine corso.

#### Ruolo direttivo speciale
La promozione alla qualifica di commissario penitenziario del ruolo direttivo speciale del Corpo di polizia penitenziaria si consegue a ruolo aperto, mediante scrutinio per merito comparativo, al quale è ammesso il personale con la qualifica di vice commissario penitenziario che abbia compiuto 2 anni di effettivo servizio nella qualifica.

### Corpo forestale dello Stato (non più esistente dal 01/01/2017)

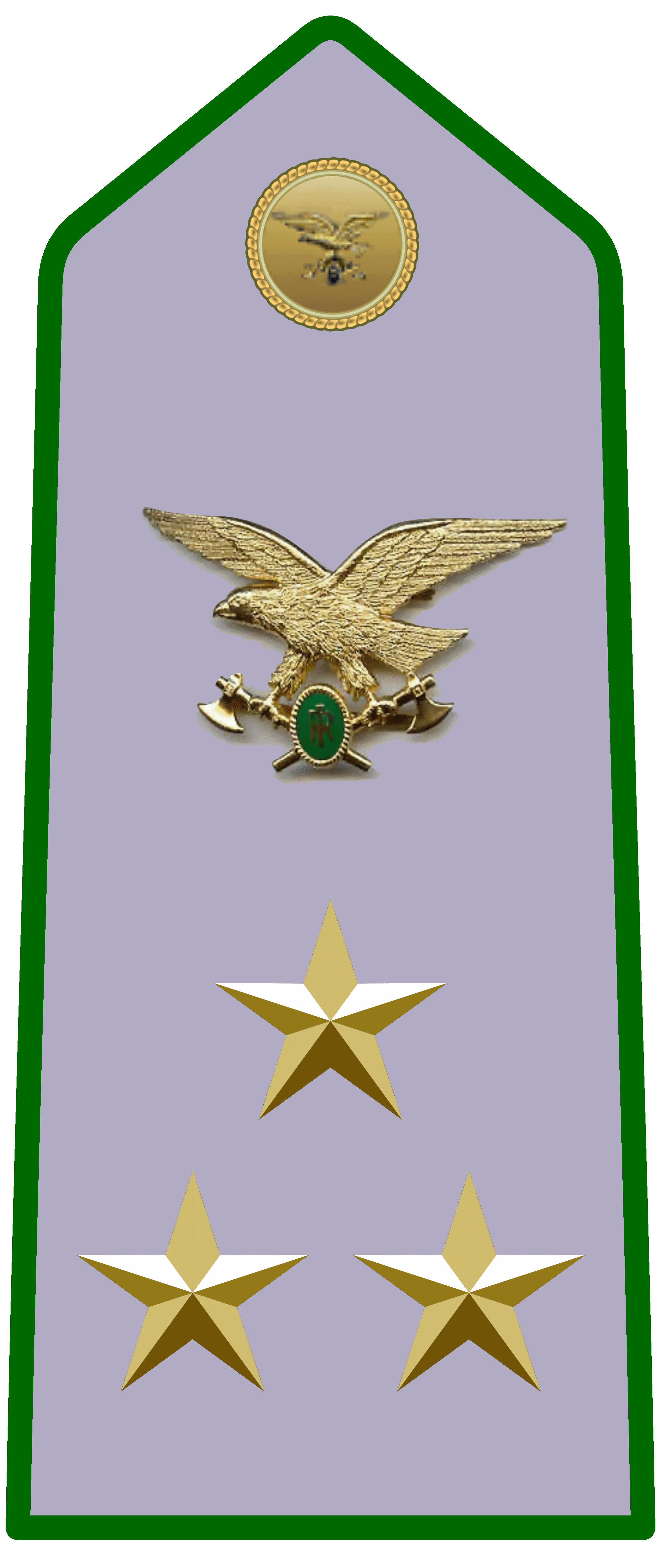
Distintivo di qualifica di commissario forestale del ruolo direttivo dei funzionari.

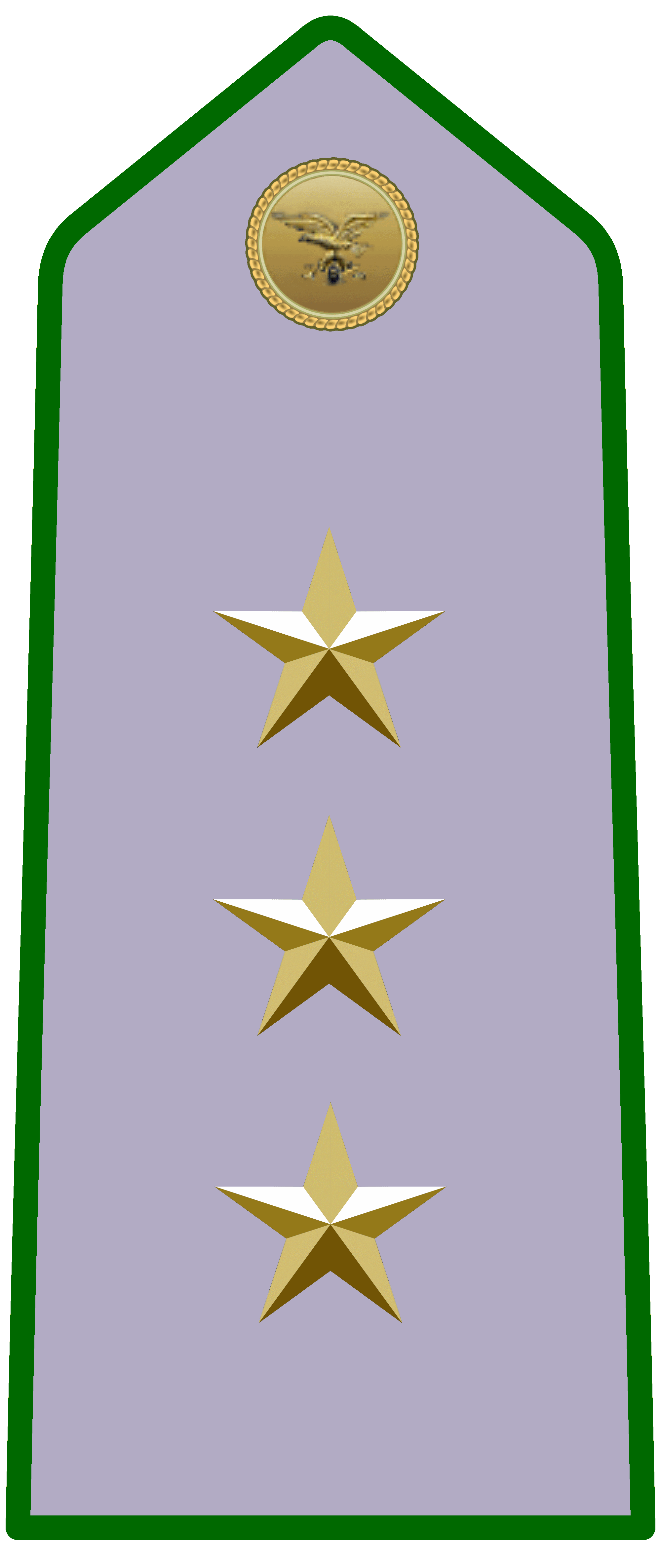
Distintivo di qualifica di commissario forestale del ruolo direttivo speciale.

#### Ruolo direttivo dei funzionari
La qualifica di commissario forestale del ruolo ordinario del Corpo forestale dello Stato era ricoperta esclusivamente dai soli frequentatori del corso di formazione presso la Scuola superiore di polizia, ovvero, dall'inizio del 1º anno, detto 1° ciclo, previa superamento del giudizio di idoneità, fino alla fine del 2º anno, o 2º ciclo, ovvero all'esame finale del corso di formazione. 
I commissari che avessero superato l'esame finale e che, anche in relazione agli esiti del tirocinio operativo, fossero stati dichiarati idonei al servizio, sono confermati nel ruolo dei commissari con qualifica di commissario capo forestale, secondo l'ordine della graduatoria di fine corso.

#### Ruolo direttivo speciale
La qualifica di commissario forestale del ruolo direttivo speciale era ricoperta esclusivamente dai vincitori del concorso interno per commissari, riservato agli appartenenti del ruolo degli ispettori superiori, i quali, accedendo alla Scuola superiore di polizia con la qualifica di vice commissario, permanevano nella stessa per tutti i diciotto mesi di durata del corso di formazione. 
Il corso, articolato in due cicli di nove mesi ciascuno e comprensivi di un tirocinio operativo presso strutture della Polizia di Stato, prevedeva, al termine del primo ciclo, il giudizio di idoneità del direttore della Scuola superiore di polizia per l'ammissione al secondo ciclo, al termine del quale, i frequentatori, sostenevano l'esame finale sulle materie oggetto di studio.
I vice commissari del ruolo direttivo speciale che avessero superato l'esame finale sarebbero stati confermati nel ruolo secondo l'ordine della graduatoria di fine corso e promossi alla qualifica di commissario forestale indossando quindi la controspallina con tre stellette.

### Corpo nazionale dei vigili del fuoco

Distintivo di vice direttore del Corpo nazionale dei vigili del fuoco.

#### Ruolo dei direttivi
I vincitori del concorso sono nominati vice direttori e sono ammessi a frequentare un corso di formazione iniziale della durata di due anni presso l'Istituto superiore antincendi, finalizzato anche al conseguimento del master universitario di secondo livello, sulla base di programmi e modalità coerenti con le norme concernenti l'autonomia didattica degli atenei.
Il corso di formazione iniziale è articolato in due cicli annuali di formazione alternata teorico-pratica e di tirocinio operativo presso i comandi provinciali dei vigili del fuoco di durata non inferiore a nove mesi.
Al termine del primo ciclo del corso di formazione, il capo del Dipartimento dei vigili del fuoco, del soccorso pubblico e della
difesa civile, su proposta del direttore centrale per la formazione, esprime nei confronti dei frequentatori un giudizio di idoneità per l'ammissione al secondo ciclo, alla fine del quale gli stessi sostengono l'esame finale. 
I vice direttori che hanno superato l'esame finale e che, anche in relazione agli esiti del tirocinio operativo, sono stati dichiarati idonei ai servizi di istituto, prestano giuramento e sono confermati nel ruolo dei direttivi con la qualifica di direttore, secondo l'ordine della graduatoria di fine corso. Il giudizio di idoneità è espresso dal capo del Dipartimento dei vigili del fuoco, del soccorso pubblico e della difesa civile, su proposta del dirigente generale-capo del Corpo nazionale dei vigili del fuoco.

### Comparazione con i gradi delle forze armate italiane
Nei corpi di polizia i gradi sono stati sostituiti dalle qualifiche solo in parte corrispondenti ai gradi militari vigenti nell'Esercito Italiano, nell'Arma dei Carabinieri e nella Guardia di Finanza. L'art. 32 del decreto legislativo 298 del 2000 "Riordino del reclutamento, dello stato giuridico e dell'avanzamento degli ufficiali dell'Arma dei carabinieri, a norma dell'articolo 1 della legge 31 marzo 2000, n. 78", ha fissato la seguente equiparazione tra gradi e qualifiche:

Distintivo per controspallina di tenente dell'Esercito Italiano
Distintivo per tubolare da sottotenente di vascello della Marina Militare
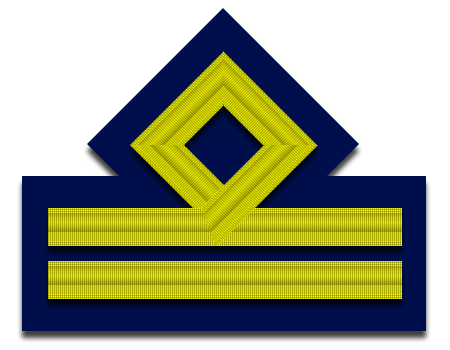
Distintivo per paramano di tenente dell'Aeronautica Militare
Distintivo per controspallina di tenente dell'Arma dei Carabinieri

### Comparazione con le qualifiche dei corpi ad ordinamento militare

Distintivo di grado per controspallina di tenente della Guardia di Finanza
Distintivo di grado per controspallina di tenente del Corpo militare volontario della Croce Rossa Italiana
Distintivo di grado per controspallina di tenente del Corpo militare dell'ACISMOM
Distintivo di grado per controspallina di vice ispettrice provinciale del Corpo delle Infermiere Volontarie della Croce Rossa Italiana